# Personaggi del DC Extended Universe

La Justice League come appare in Zack Snyder's Justice League (2021). Da sinistra verso destra: Cyborg, Flash, Batman, Superman, Wonder Woman e Aquaman

Il DC Extended Universe (DCEU) è un universo condiviso che ruota attorno a un media franchise basati sui personaggi della DC Comics, distribuiti da Warner Bros. Pictures. Pur essendo stati realizzati in passato numerosi film su personaggi iconici come Superman e Batman, nessuna di queste saghe era interconnessa. Il DCEU ha esordito nel 2013 con L'uomo d'acciaio, dedicato a Superman, ed è successivamente cresciuto includendo altri personaggi come Batman, Wonder Woman e molti altri. L'universo condiviso, ispirato all'Universo DC originale dei fumetti, è stato costruito intrecciando elementi comuni di trama, ambientazioni, cast e personaggi. Inoltre, attraverso il film The Flash (2023), ha introdotto un "multiverso", collegando diverse linee temporali separate di altri film con licenza DC, prima di essere in gran parte riavviato nel nuovo franchise DC Universe sotto la gestione dei DC Studios.

## Personaggi principali
Il DCEU si focalizza principalmente sui supereroi, in particolare sui membri di quella che diventerà la Justice League, ma include anche antieroi come Floyd Lawton / Deadshot, Harleen Quinzel / Harley Quinn, Christopher Smith / Peacemaker, e Teth-Adam / Black Adam.

### Kal-El / Clark Kent / Superman

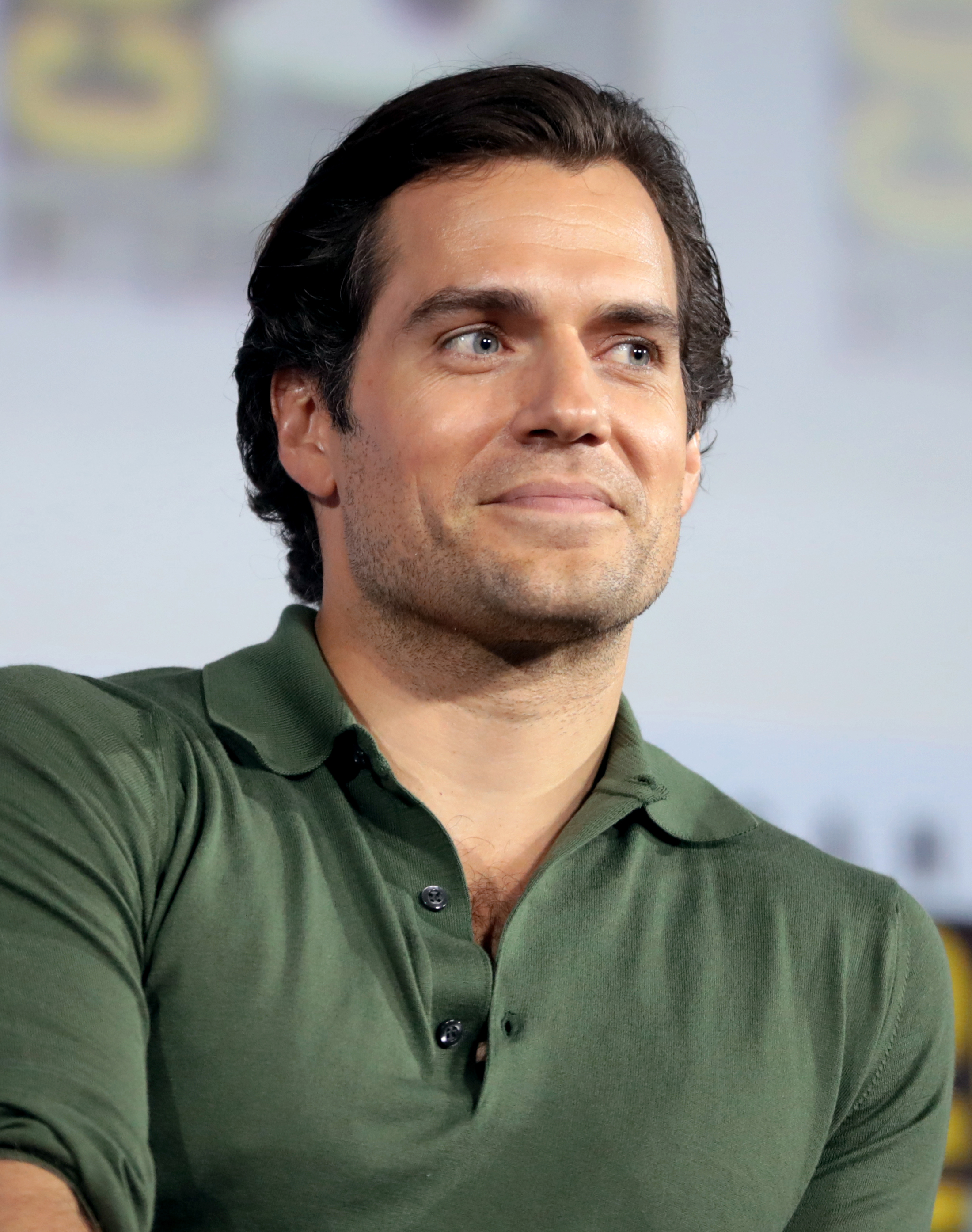
Henry Cavill

Henry Cavill interpreta Clark Kent, nato Kal-El, un kryptoniano inviato dalla terra dai suoi genitori Jor-El e Lara Lor-Van prima della distruzione del pianeta Krypton e cresciuto da Jonathan e Martha Kent a Smallville, Kansas. Quando le radiazioni del sole potenziano le sue cellule, Clark sviluppa abilità sovrumane, ma lotta con la sua identità quando Jonathan gli rivela le sue origini ultraterrene. Dopo la morte di Jonathan, Clark viaggia per il mondo cercando di ritrovare se stesso e alla fine scopre la sua vera identità dopo aver trovato una nave da ricognizione kryptoniana. Alla fine abbraccia i suoi poteri dopo aver appreso dall'ologramma del suo padre biologico, ottenendo il nome in codice militare Superman mentre usa i suoi poteri per proteggere i cittadini della Terra. Superman entra poi in disaccordo con Batman prima di trovare punti in comune e ispirare Batman e altri vigilanti e metaumani a unirsi e proteggere il mondo da minacce maggiori.
Cavill è il primo attore non statunitense a interpretare Superman nei film. Inoltre, Zack Snyder ha mirato a dare a Superman un arco narrativo più realistico nei suoi film del DCEU rispetto al passato e a non renderlo un «Boy Scout unidimensionale».

### Bruce Wayne / Batman

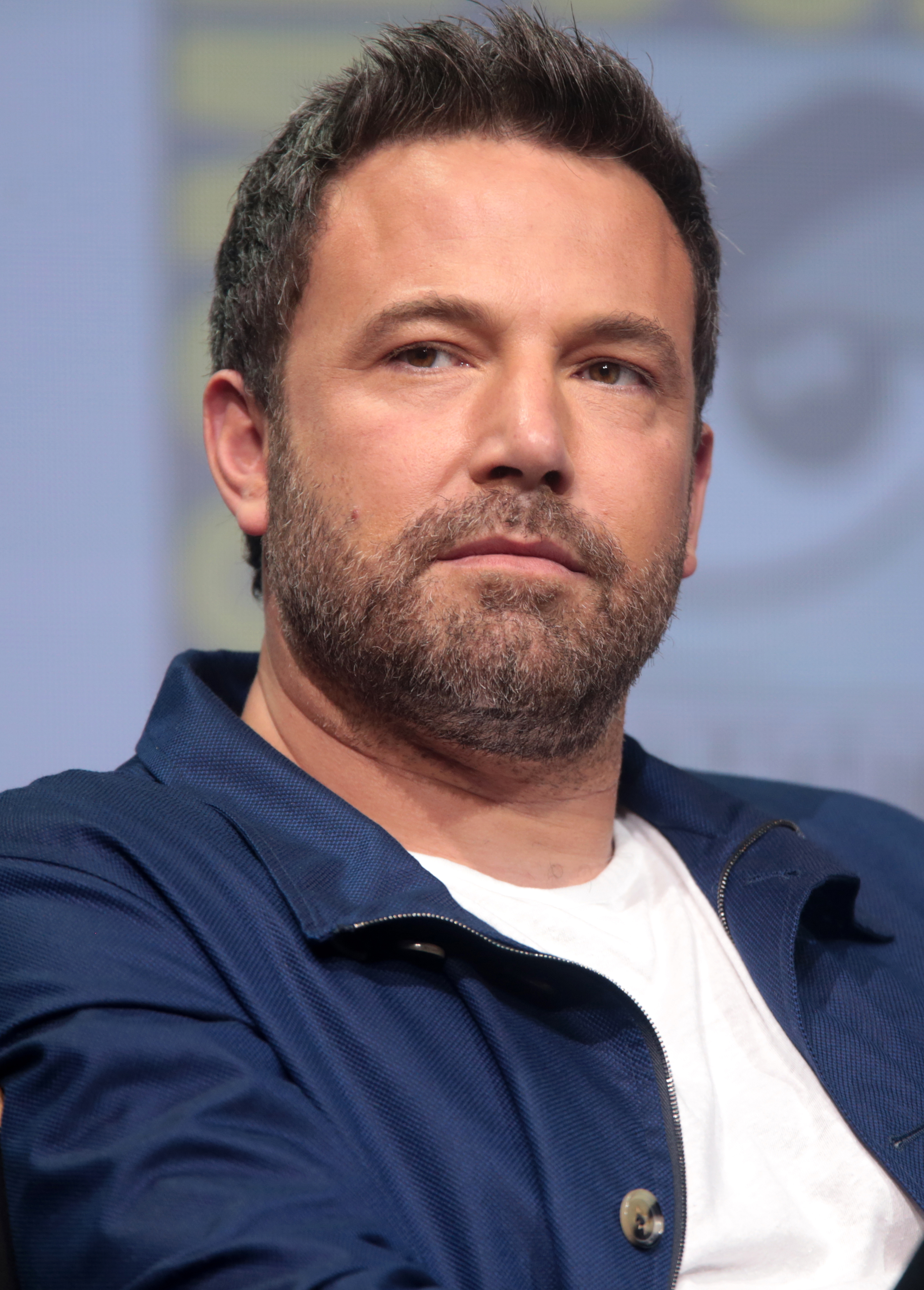
Ben Affleck

Ben Affleck interpreta Bruce Wayne, il multimiliardario AD della Wayne Enterprises che segretamente lavora nei panni del temuto vigilante Batman nel tentativo di combattere il crimine a Gotham City, prendendo ispirazione dalla morte dei suoi genitori e dalla sua paura dei pipistrelli da reprimere le attività criminali. È stato attivo come Batman per 20 anni prima dell'emergere di Clark Kent come Superman, diventando stanco e disilluso nel tempo, soprattutto dopo l'omicidio del suo protetto Dick Grayson. Bruce si oppone a Superman dopo aver assistito personalmente alla battaglia di Metropolis, in cui il putiferio causato dai kryptoniani causa la devastazione di una parte considerevole della città, tra cui la distruzione della Wayne Tower e la morte di gran parte della forza lavoro di Wayne a Metropolis. È determinato a uccidere l'Uomo d'Acciaio finché non trova punti in comune con lui, ispirandosi così in seguito all'altruismo e al sacrificio di Superman, reclutando in seguito altri metaumani in tutto il mondo per formare la Justice League e intraprendendo un percorso verso la redenzione dopo anni di ambiguità morale.
L'iterazione del DCEU di Batman è notevolmente più vecchia e più stanca della battaglia rispetto alle rappresentazioni cinematografiche precedenti. Il Batman di Affleck è descritto come «il più arrabbiato che abbiamo mai visto» da Screen Rant, ed è stato ispirato dalla storia a fumetti Il ritorno del cavaliere oscuro di Frank Miller.

### Diana Prince / Wonder Woman

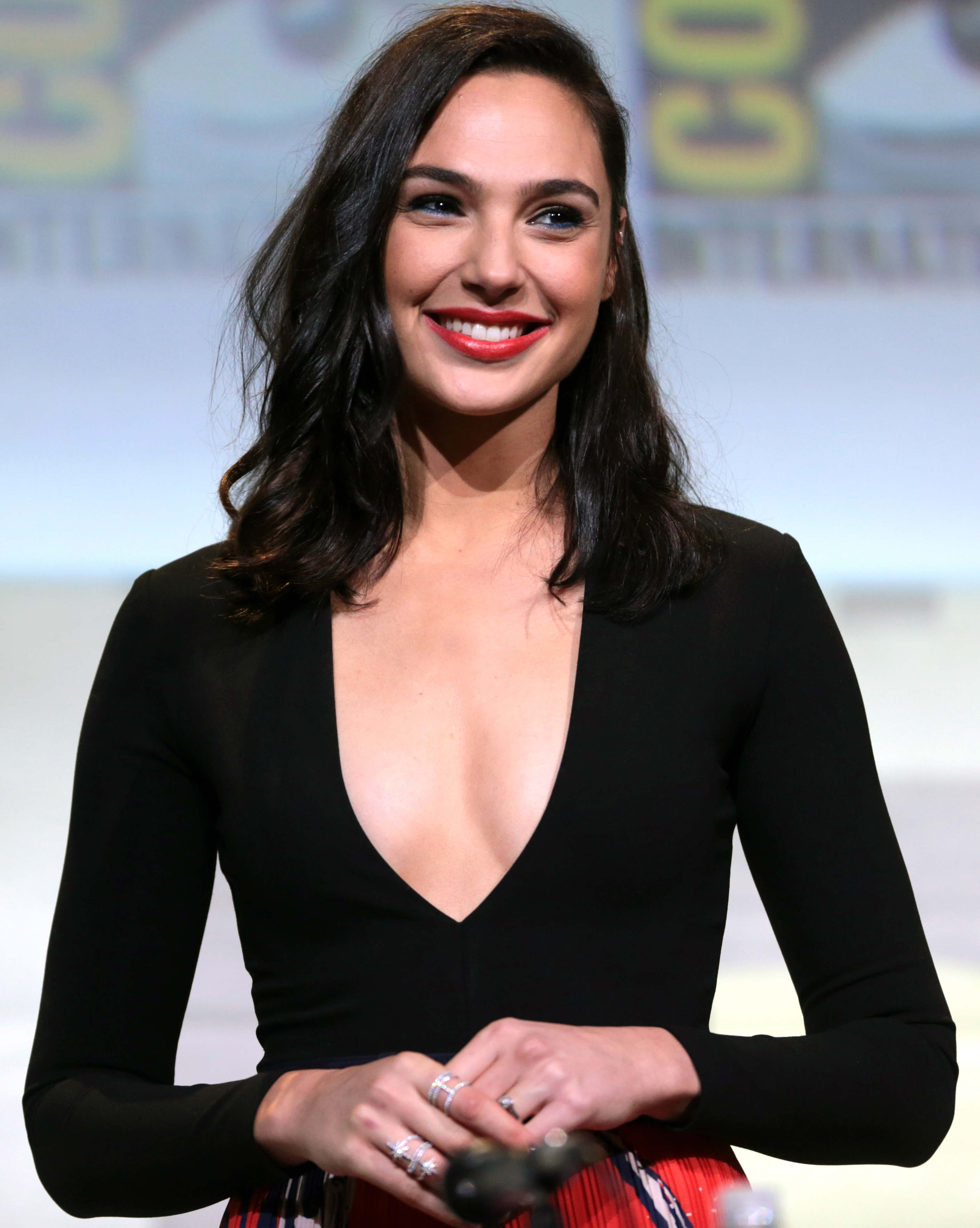
Gal Gadot

Gal Gadot interpreta Diana di Themyscira (Diana of Themyscira), comunemente nota col suo nome civile Diana Prince, un'immortale guerriera amazzone proveniente dall'isola nascosta di Themyscira figlia di Ippolita, la regina delle Amazzoni, e del dio greco Zeus, il re degli dei dell'Olimpo. Dopo essersi avventurata nel mondo degli uomini dopo che Steve Trevor si schianta su Themyscira e avverte di un conflitto globale che minaccia il mondo, Diana inizia a proteggere l'umanità come Wonder Woman, vivendo segretamente tra gli uomini ponendo fine ai conflitti per quasi 100 anni e imparando gradualmente di più sul mondo dopo aver vissuto una vita protetta su Themyscira. Diana è ispirata dal coraggio di Steve e impara a trovare la bontà nell'umanità, nonostante il male esista nel mondo. Viene riportata in prima linea dopo che emerge una minaccia extraterrestre, con Bruce Wayne che recluta lei e altri metaumani per combattere contro le forze di Apokolips.
Nonostante faccia parte della principale "trinità" di personaggi dei supereroi di DC Comics insieme a Superman e Batman, Wonder Woman non ha debuttato sul grande schermo fino alla sua apparizione in Batman v Superman nel 2016. A Gadot era stato originariamente offerto il ruolo di Faora nell'Uomo d'acciaio, ma all'epoca rifiutò a causa della gravidanza. Ciò ha aperto la strada al suo casting per il ruolo di Wonder Woman, con Zack Snyder che ha affermato che aveva la «qualità magica» che la rendeva perfetta per il ruolo.

### Arthur Curry / Aquaman

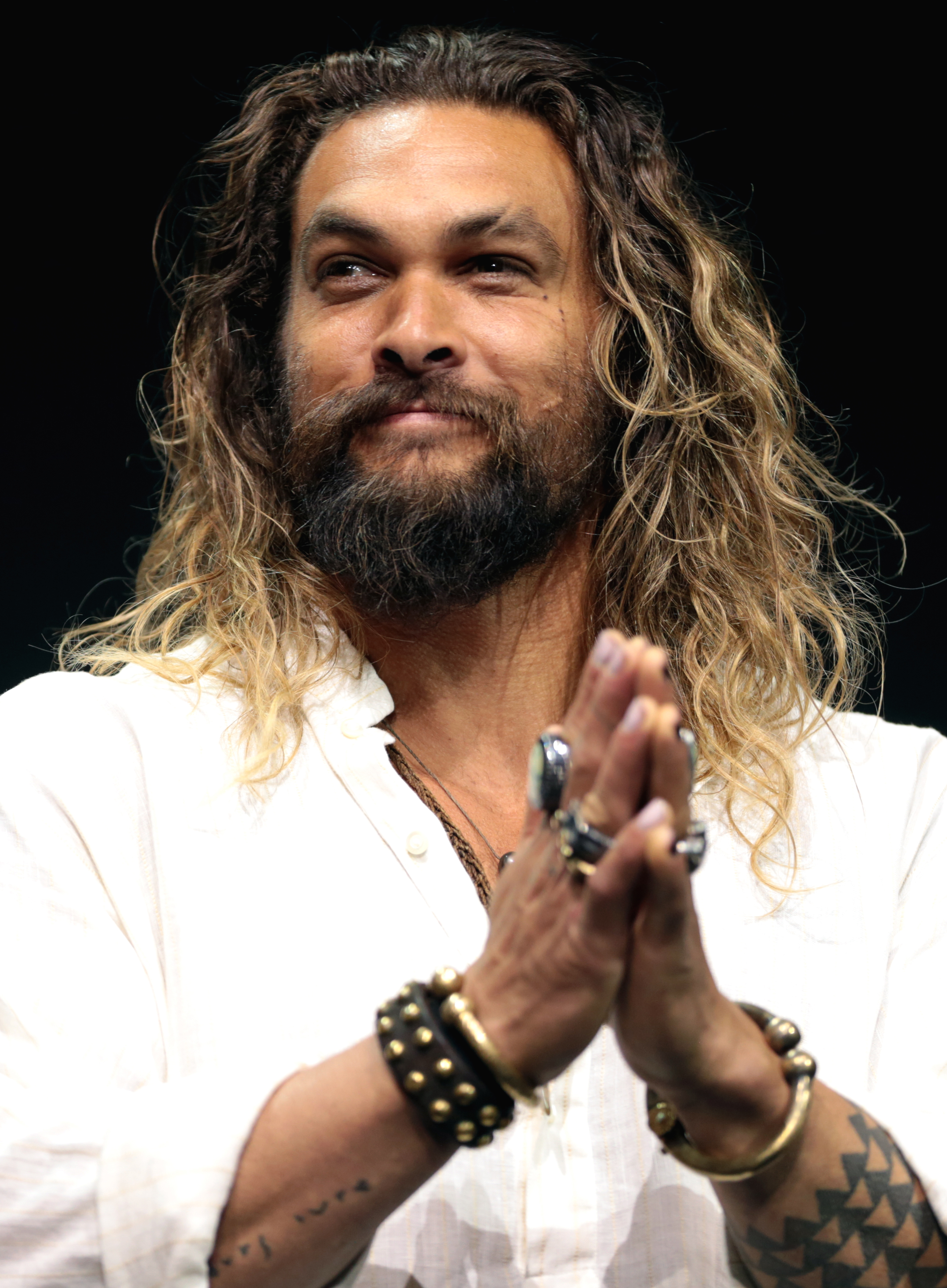
Jason Momoa

Jason Momoa interpreta Arthur Curry, un minaccioso metaumano con superpoteri acquatici, che in seguito ha ottenuto il soprannome di Aquaman. Figlio di un umano guardiano del faro e di Atlanna, regina di Atlantide, Curry è ritratto come un eroe riluttante. Facendo i conti con la sua doppia identità, sceglie di nascondersi tra l'umanità nonostante aiuti a piccole dosi. Dopo essere stato cercato da Batman per unirsi alla Justice League e fermare Steppenwolf, Arthur viene successivamente chiamato dal suo vecchio mentore Nuidis Vulko e Mera per rivendicare il suo legittimo posto come re di Atlantide, riacquistando fiducia in se stesso.
Aquaman è stato pesantemente ripensato per il DCEU, sfoggiando tatuaggi e un comportamento burbero in contrasto con la sua controparte dei fumetti che viene spesso ridicolizzata a causa della sua rappresentazione camp nei precedenti adattamenti del materiale originale. I critici hanno descritto questa iterazione del personaggio come un'estensione dello «straordinario attore che lo interpreta, Jason Momoa».

### Barry Allen / Flash

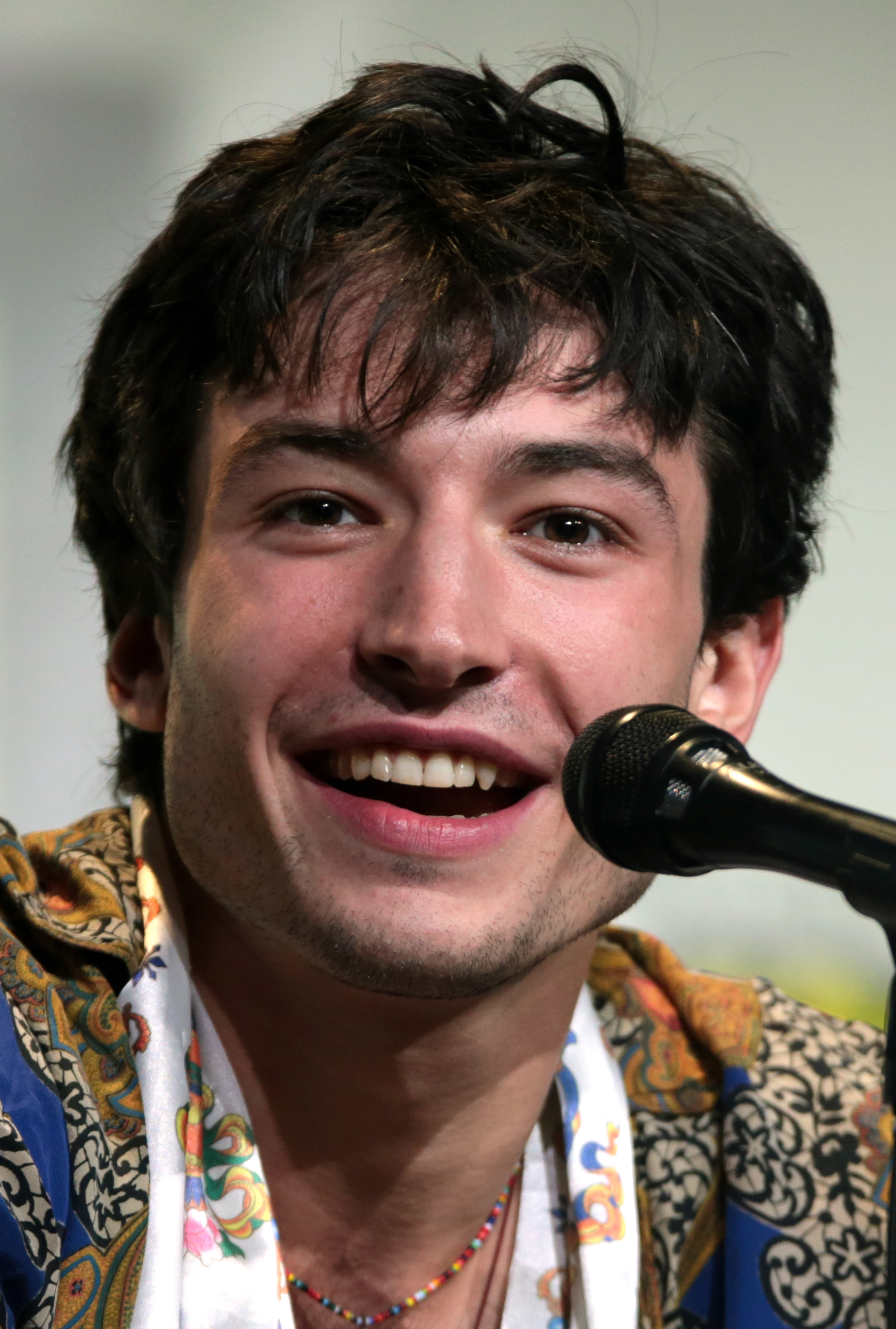
Ezra Miller

Ezra Miller interpreta Barry Allen, uno studente universitario e un metaumano con la capacità di muoversi a velocità supersoniche, insieme alla capacità di viaggiare nel tempo. Poiché suo padre Henry è stato ingiustamente condannato per aver ucciso sua moglie e la madre di Barry, Nora, Barry cerca di dimostrare l'innocenza di suo padre mentre occasionalmente si impegna nel vigilantismo con i suoi superpoteri. Batman scopre Barry dopo aver reclutato metaumani per unirsi alla Justice League dopo l'arrivo sulla Terra delle forze di Apokolips. Inizialmente scelto per il ruolo nel 2014, Miller ha fatto apparizioni cameo in Batman v Superman: Dawn of Justice (2016) e Suicide Squad (2016) prima di apparire nel cast principale in Justice League (2017) e nella versione del regista del 2021 Zack Snyder's Justice League. Miller avrebbe poi fatto apparizioni future come personaggio nel crossover dell'Arrowverse Crisi sulle Terre infinite (2019-2020) e nel finale della prima stagione di Peacemaker. Miller ha ripreso il ruolo in The Flash (2023), il primo film solista in assoluto per il personaggio.

### Victor Stone / Cyborg

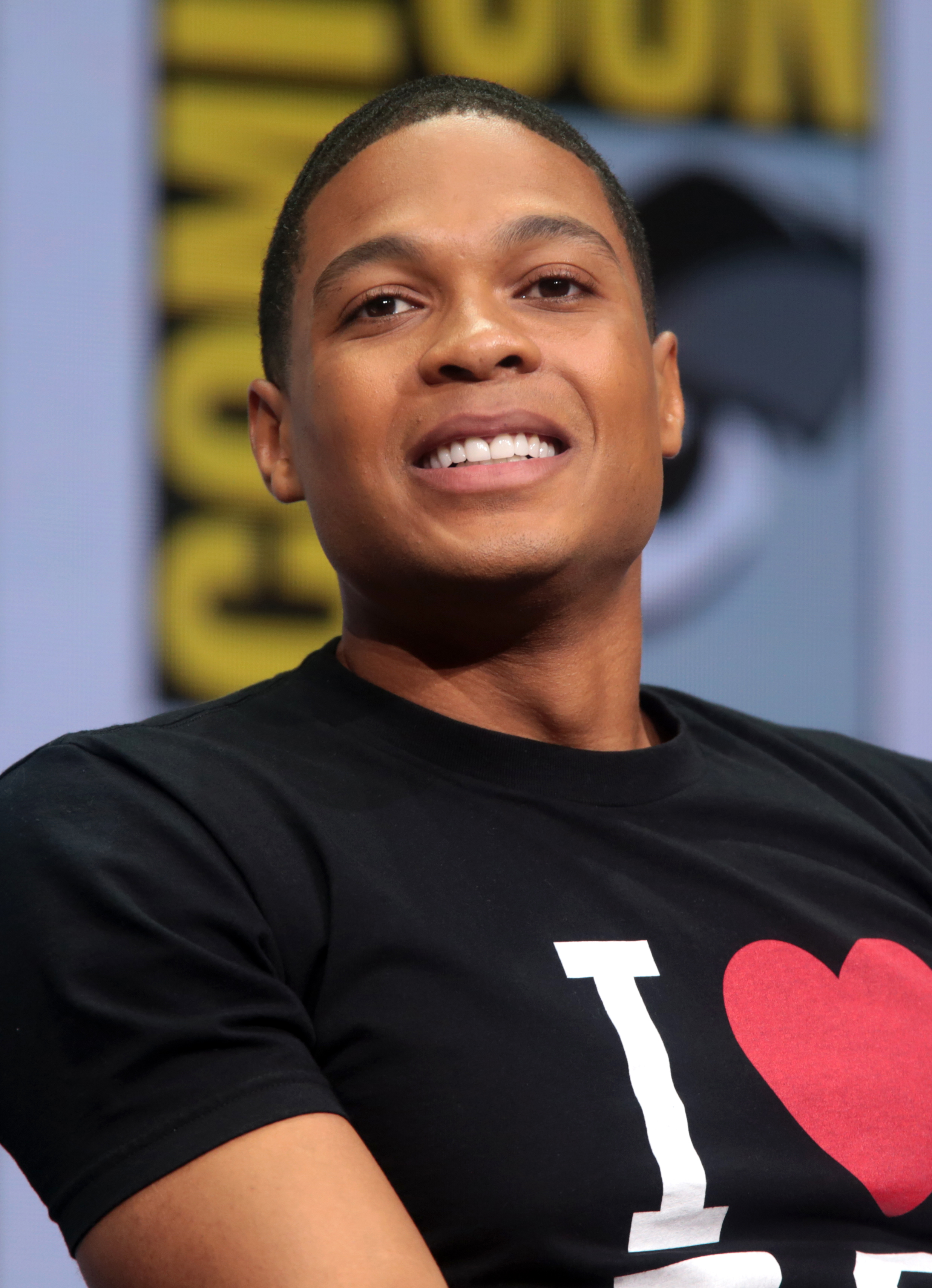
Ray Fisher

Ray Fisher interpreta Victor Stone, un ex giocatore di college football che subisce devastanti ferite in un incidente d'auto in cui muore anche sua madre, Elinore. Ricostruito in un cyborg dal padre separato, Silas, Victor viene reclutato da Wonder Woman e Batman per unirsi alla Justice League. Inizialmente rifiuta di unirsi, ma si unisce alla squadra dopo che suo padre è in pericolo e il dispositivo che lo ha ricostruito, una delle tre Scatole Madri, è ricercato da Steppenwolf. Victor fornisce alla squadra informazioni chiave sui dispositivi e, mentre lavora con la League, impara a fidarsi di nuovo degli altri, a superare il suo trauma e a usare le sue nuove abilità per il bene superiore, diventando determinante nell'impedire a Steppenwolf di terraformare la Terra con le Scatole Madri. Dopo la battaglia, accetta le sue nuove abilità e il suo potenziale come Cyborg.
Lo sviluppo del personaggio di Cyborg nella versione cinematografica di Justice League ha scatenato una serie di controversie, essendo stato tagliato e minimizzato dallo studio e dal regista sostitutivo Joss Whedon, sebbene il personaggio sia stato descritto come il «cuore del film» nella versione originale di Zack Snyder, che è stata poi distribuita come Zack Snyder's Justice League. La performance di Fisher in quest'ultima versione del film ha ricevuto il plauso della critica. Prima di ottenere il ruolo, Fisher era un attore teatrale poco conosciuto.

### Billy Batson / Shazam
Asher Angel interpreta Billy Batson, un adolescente dispettoso e problematico di Filadelfia nel sistema di affidamento. Dopo essere stato abbandonato in giovane età a un luna park dalla madre single, Marilyn, Billy si è guadagnato la reputazione di "bambino problematico", scappando ripetutamente dalle case famiglia e dirottando le volanti della polizia per trovare la madre. Dopo essere stato nuovamente arrestato, Billy viene messo a casa della famiglia Vazquez, che ha anche altri bambini affidati come Freddy Freeman e Mary Bromfield. Al ritorno da scuola in metropolitana, viene contattato dal mago morente Shazam, che conferisce i suoi poteri a Billy dopo averlo ritenuto degno di essere il suo campione.
Zachary Levi interpreta la controparte supereroe adulto quando pronunciando la parola "Shazam", Billy crea un canale YouTube insieme a Freddy per mostrare i suoi superpoteri. Tuttavia, continua a comportarsi in modo irresponsabile, causando attriti con i suoi fratelli adottivi. Nel frattempo, emerge il Dottor Sivana, invidioso dei poteri di Billy e desideroso di ottenerli, dopo essere stato respinto da Shazam in passato. Billy comprende gradualmente l'importanza di usare i suoi poteri per il bene, affrontando Sivana e i Sette Peccati Capitali con iniziali difficoltà. Dopo aver scoperto la verità sul motivo per cui sua madre lo ha abbandonato, Billy accetta la sua famiglia adottiva come la sua vera famiglia. Condivide quindi i suoi poteri con i suoi fratelli, formando la Famiglia Shazam, che riesce a sconfiggere Sivana, imprigionare i Sette Peccati Capitali e prendere pieno controllo del tempio di Shazam.

### Harleen Quinzel / Harley Quinn

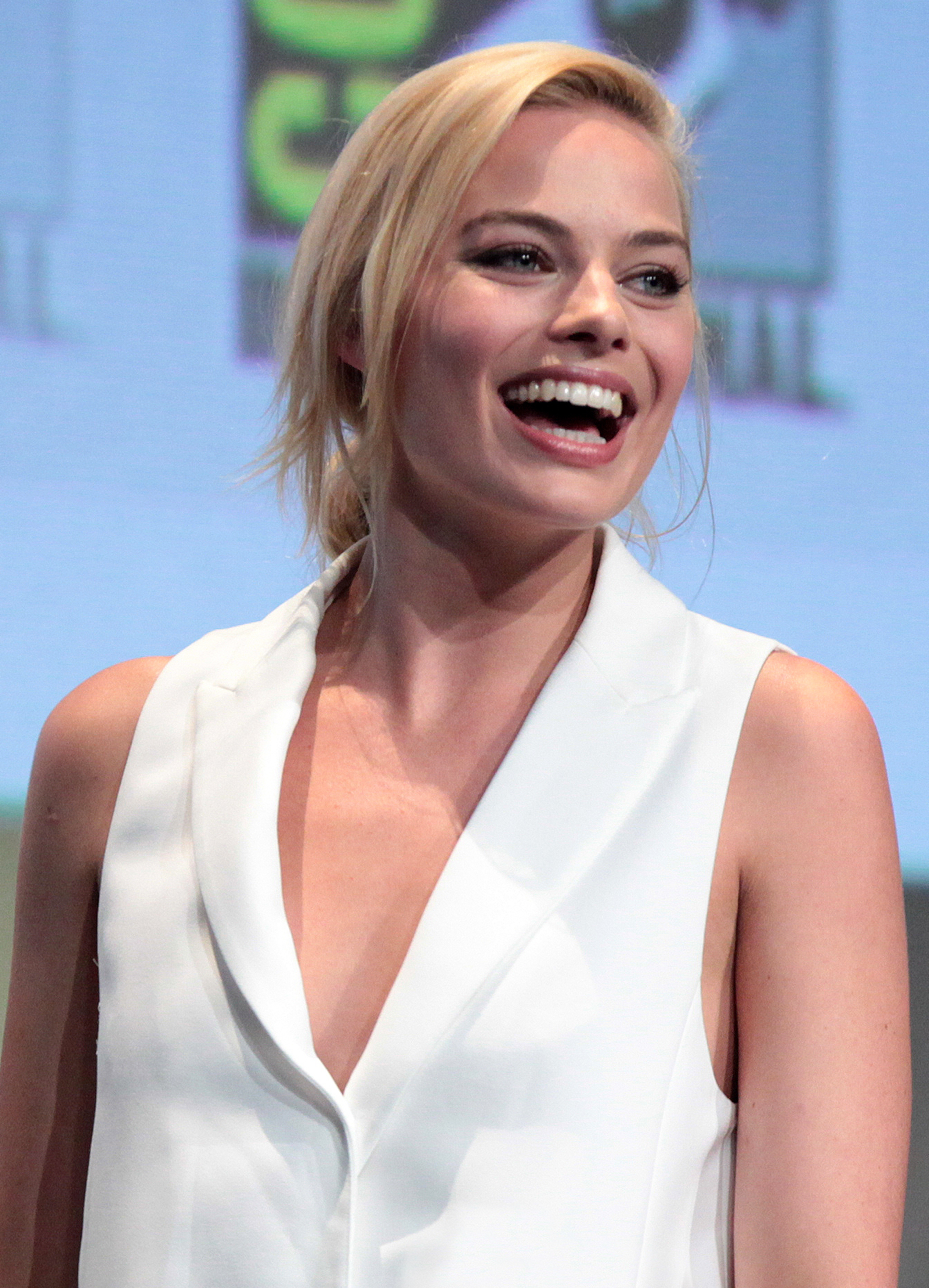
Margot Robbie

Margot Robbie interpreta la dottoressa Harleen Quinzel debutta in Suicide Squad come una giovane psichiatra di talento che, lavorando con il Joker, si innamora perdutamente di lui. Questo legame la trascina verso la follia e una vita di crimine, influenzata dal Clown principe del crimine. Assumendo il soprannome di Harley Quinn, lei e il Joker seminano il terrore a Gotham City fino a quando non viene catturata da Batman. Successivamente, Amanda Waller la recluta, insieme a Deadshot e altri criminali, nella Task Force X, nota anche come Suicide Squad. Più tardi, il Joker la fa evadere. Birds of Prey e la fantasmagorica rinascita di Harley Quinn (2020) esplora le sue disavventure e il suo percorso di crescita personale dopo la rottura con il Joker, mentre The Suicide Squad - Missione suicida (2021) la ritrae di nuovo incarcerata e coinvolta in una nuova missione con un diverso gruppo della Suicide Squad.
Nei film, l'arco narrativo del personaggio di Harley Quinn la conduce a emanciparsi dalla relazione tossica con Joker, trasformandola in una figura più indipendente e persino incline ad aiutare la società, nonostante le sue tendenze malevole e la sua natura caotica e imprevedibile. Robbie ha rivelato che per preparare capelli, trucco e costume del personaggio erano necessarie tre ore, mentre per rimuoverli servivano "almeno 45 minuti".

### Floyd Lawton / Deadshot

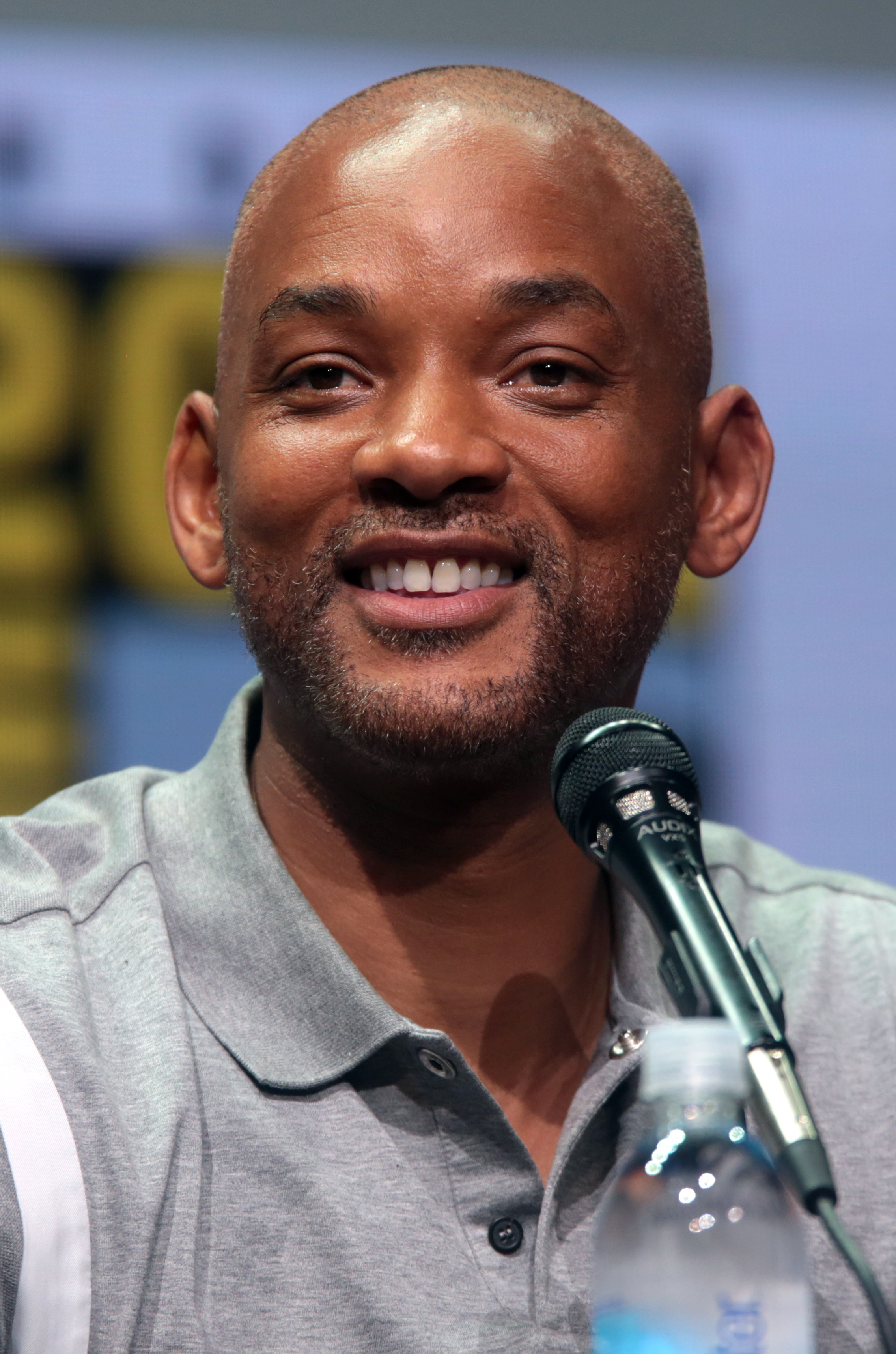
Will Smith

Will Smith interpreta Floyd Lawton, viene presentato come il protagonista di Suicide Squad nel ruolo di Deadshot, il "sicario più ricercato al mondo". Addestrato a uccidere con precisione utilizzando una vasta gamma di armi, tra cui un cannone a patate, Deadshot si distingue per il suo comportamento professionale, sempre che venga pagato, e per il suo codice morale che lo porta a non uccidere mai donne o bambini. La sua personalità è dura e sarcastica, ma nasconde anche un conflitto interiore tra la sua carriera di mercenario e la sua compassione per gli altri. Ha inoltre un rapporto teso con la sua ex moglie, madre di sua figlia Zoe. Lawton viene arrestato da Batman durante una sessione di shopping con Zoe e, mentre è in carcere, viene ricattato da Amanda Waller per unirsi alla Suicide Squad. Nel corso della missione, stringe amicizia con gli altri membri della squadra, come Harley Quinn e Chato Santana / El Diablo, e, nonostante le difficoltà iniziali, i membri della squadra sviluppano un grande rispetto per lui, come sottolineato anche da Rick Flag. Dopo aver contribuito a sconfiggere l'Incantatrice, Waller premia Deadshot con dieci anni di pena scontata e ore di visita con sua figlia.
La versione di Deadshot nel DCEU è afroamericana, a differenza della sua versione caucasica nei fumetti. Inoltre, nella versione originale di Suicide Squad di David Ayer, il personaggio era coinvolto sentimentalmente con Harley Quinn. Smith ha firmato per riprendere il ruolo in un contratto multi-film, ma non è apparso nel film sequel The Suicide Squad - Missione suicida a causa di conflitti di programmazione, con Bloodsport di Idris Elba a cui viene assegnato un ruolo di primo piano in quel film in assenza di Smith, sebbene fosse rimasta aperta la finestra per un ritorno di Deadshot in futuro.

### Robert DuBois / Bloodsport

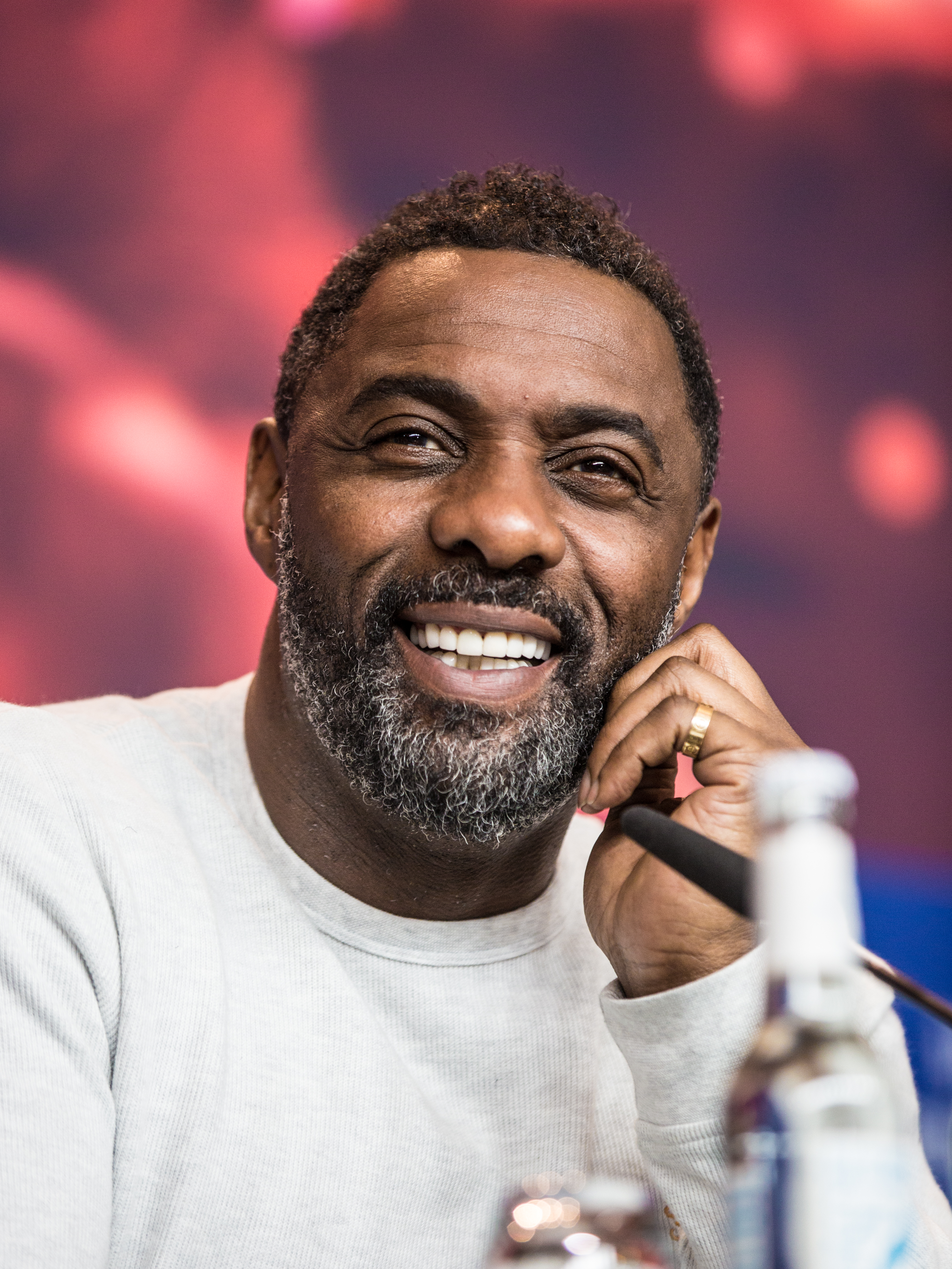
Idris Elba

Idris Elba interpreta Robert DuBois, nome in codice Bloodsport, un mercenario con un set biometrico di armi e armature. Dopo essere stato condannato per aver sparato e mandato in ospedale Superman con un proiettile di kryptonite, DuBois viene costretto da Amanda Waller a unirsi alla Suicide Squad e viene inviato con Peacemaker, King Shark, Ratcatcher 2 e il suo ratto domestico Sebastian, e Polka-Dot Man per distruggere l'alieno Starro simile a una stella marina a Jötunheim, una struttura di ricerca dell'era nazista, che ha a che fare con il Progetto Starfish sull'isola-nazione di Corto Maltese, che fu rovesciata da un colpo di Stato anti-statunitense e potrebbe usare l'alieno come arma contro altri paesi. DuBois e i suoi compagni di squadra si infiltrano con successo nell'isola, si collegano con i ribelli pro-democrazia che pianificano di riconquistare l'isola e salvano Rick Flag e Harley Quinn, che all'insaputa della squadra, erano stati inviati sull'isola con una squadra precedente, che era semplicemente un'esca deliberata da Waller per consentire all'altra squadra di infiltrarsi nell'isola inosservata.
Come caratterizzato in The Suicide Squad, in questa versione Bloodsport è un mercenario afro-britannico con una figlia di nome Tyla. Spesso si scontra con Peacemaker mentre sviluppa un legame emotivo con Cleo, nonostante la sua paura per i topi. Ha un atteggiamento duro e senza fronzoli, forgiato dalla battaglia, ma è compassionevole verso coloro a cui tiene. Dopo aver appreso che gli astronauti americani hanno catturato Starro e scoperto gli esperimenti disumani del Progetto Starfish, DuBois salva Cleo da Peacemaker, incaricato segretamente da Waller di assicurarsi che nessuna prova del progetto lasci l'edificio. Peacemaker uccide Flag e tenta di uccidere Cleo per aver tentato di far trapelare un segreto del governo degli Stati Uniti relativo al progetto, rivelando che la squadra non era stata inviata solo per distruggerlo, ma anche per seppellire i suoi collegamenti con gli Stati Uniti. Dopo la morte di Flag, Bloodsport prende la guida dei membri rimanenti della squadra. Quando Starro fugge in seguito alla distruzione accidentale della struttura da parte della squadra, Bloodsport sfida gli ordini di Waller di abbandonare l'isola, ispirando gli altri membri della squadra a sconfiggere Starro e salvare l'isola dalla distruzione totale. Dopo la vittoria della squadra, ricatta Waller affinché li liberi, li trasporti in aereo al largo dell'isola e abbandoni il processo di sua figlia (siccome Waller aveva minacciato di incarcerarla se DuBois si fosse rifiutato di unirsi alla squadra), minacciando di rilasciare i segreti del governo in caso di rifiuto di Waller. Dopo che Waller accetta l'accordo, in onore del loro defunto amico comune Flag, Harley propone a Bloodsport di diventare amici.
Uscendo dal tema dei personaggi principali del film che rappresentano epoche diverse nel film, il regista James Gunn ha descritto Bloodsport come un ritratto poco sentimentale di un eroe d'azione degli anni '60 come Steve McQueen, senza le «ripercussioni morali» di quei personaggi. Secondo quanto riferito, Elba è stato originariamente scelto per sostituire Will Smith nei panni di Deadshot, ma il personaggio è stato cambiato in Bloodsport per consentire a Smith di riprendere il suo ruolo in futuro; Gunn non ha cambiato la storia che aveva scritto per Elba, e ha scelto Bloodsport semplicemente perché gli piaceva il personaggio dei fumetti. L'abilità del personaggio dei fumetti di manifestare le armi è adattata nel film come diversi gadget e armi trasformanti che provengono dal suo costume. L'abilità di Bloodsport di inviare Superman in terapia intensiva è una citazione alla prima apparizione del personaggio nei fumetti nel 1987, rendendolo probabilmente più formidabile nell'universo dei film.

### Christopher Smith / Peacemaker

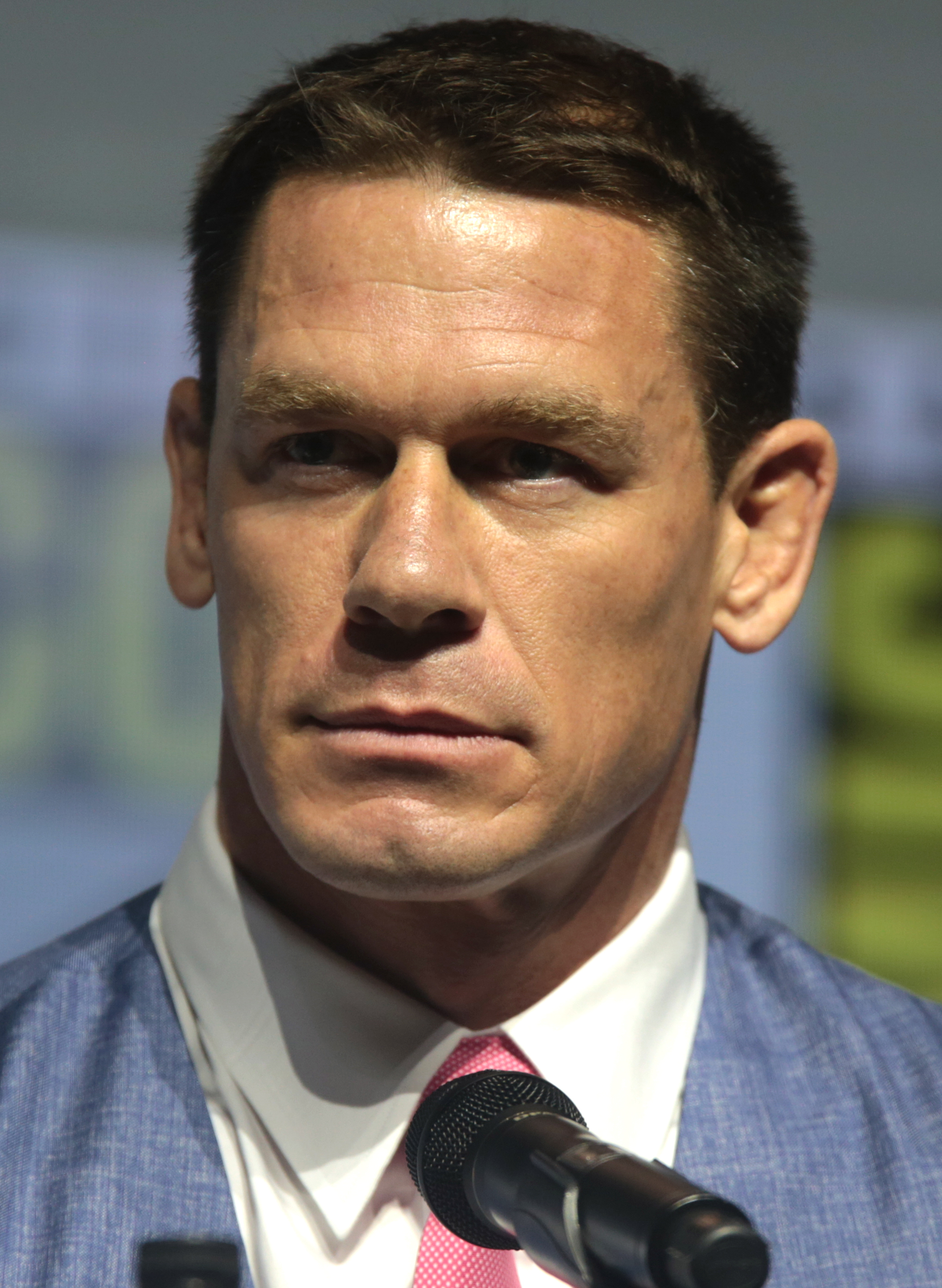
John Cena

John Cena interpreta Christopher Smith, noto anche come Peacemaker, uno spietato mercenario gingoista reclutato in una successiva formazione della Suicide Squad. Descritto dal regista di The Suicide Squad James Gunn come il «più grande coglione dell'universo», Smith afferma nel film di amare così tanto la pace che «[non gli importa] quanti uomini, donne e bambini [deve] uccidere per ottenerla».
Peacemaker, insieme a Bloodsport, Ratcatcher 2, King Shark e Polka-Dot Man, parte con la sua squadra per distruggere il forte che ospita il Progetto Starfish. Nonostante gli scontri con Bloodsport e Rick Flag, contribuisce al successo della missione. Quando Flag e Ratcatcher 2 scoprono il coinvolgimento del governo degli Stati Uniti nel Progetto Starfish, Peacemaker rivela di aver ricevuto ordini segreti per mantenere riservati quei dettagli, al fine di evitare un incidente internazionale. Dopo uno scontro, uccide con riluttanza Flag, che si era rifiutato di distruggere un disco rigido contenente le prove. Successivamente tenta di eliminare Ratcatcher 2, anche lei contraria a consegnare il dispositivo, ma viene fermato da Bloodsport, che gli spara al collo. In seguito si scopre che Peacemaker è sopravvissuto ed è sotto la sorveglianza degli agenti di Amanda Waller mentre si riprende da uno stato comatoso, in preparazione al Progetto Butterfly.
Nel 2022, Cena riprende il ruolo di Peacemaker nella serie omonima, in cui fa parte della squadra di agenti dell'A.R.G.U.S. guidata da Clemson Murn, impegnata a prevenire un'invasione di alieni parassiti noti come Butterfly. La serie esplora il rapporto di Peacemaker con il padre, un suprematista bianco, e le conseguenze emotive della morte di Rick Flag. Gunn ha chiesto a Cena di non leggere alcun fumetto sul personaggio e di interpretarlo come una versione «bro-y e idiota» di Capitan America.

### Teth-Adam / Black Adam

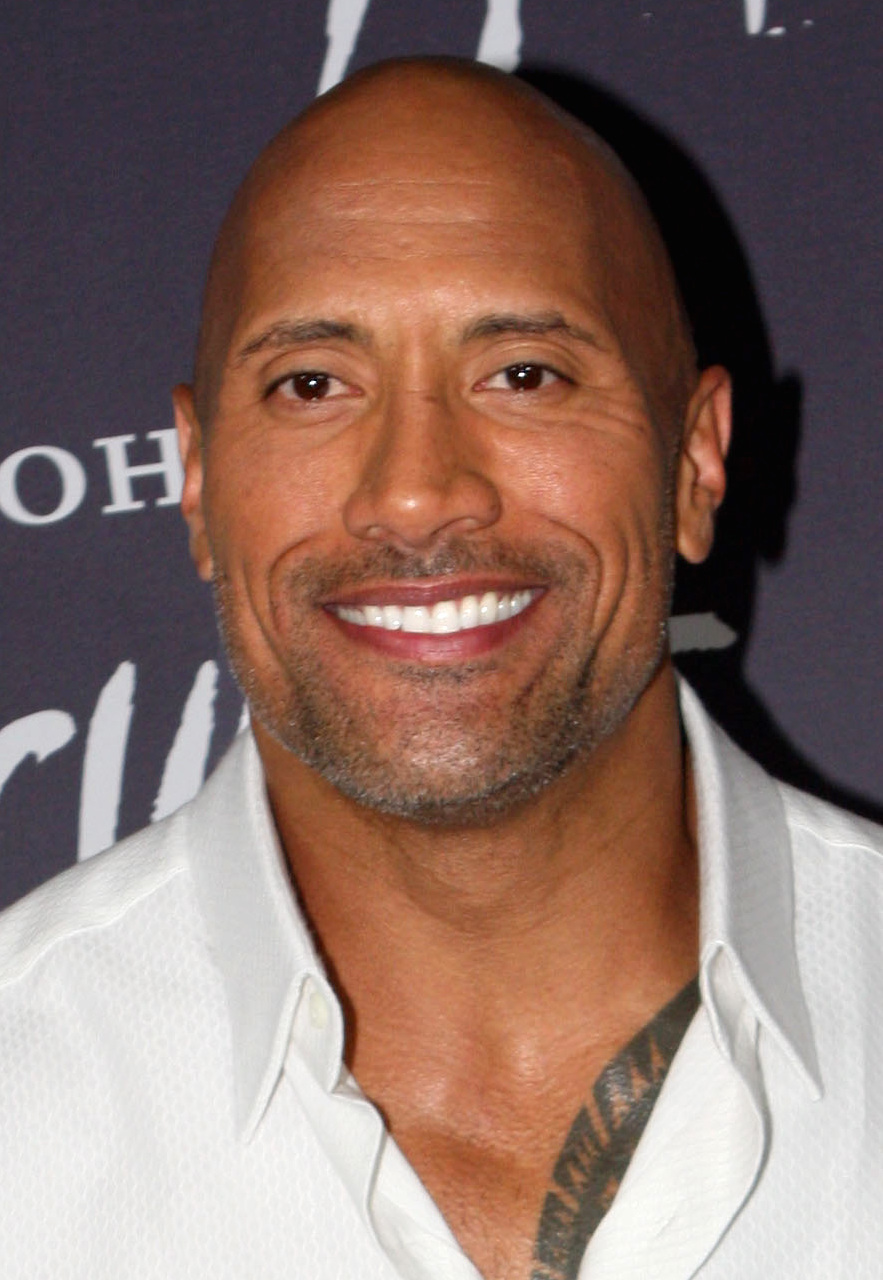
Dwayne Johnson

Dwayne Johnson interpreta Teth-Adam, era un ex schiavo dell'antica Kahndaq, 5.000 anni fa. Dopo aver vissuto sotto il dominio di un re tirannico che opprimeva gli abitanti del paese, Adam ottiene i poteri del Consiglio dei Maghi grazie a suo figlio Hurut. Quest'ultimo, scelto inizialmente dal Consiglio, gli trasferisce i poteri per salvargli la vita, sacrificando però la propria. Devastato dalla perdita del figlio, Adam si lascia consumare dalla rabbia e usa i suoi nuovi poteri per vendicarlo, distruggendo il re e i suoi uomini con ogni mezzo necessario. Tuttavia, la sua furia incontrollabile provoca una distruzione di massa, portando il Consiglio dei Maghi a imprigionarlo per millenni. Liberato ai giorni nostri, Adam trova Kahndaq nuovamente oppressa da interessi stranieri e decide di liberare la sua nazione a qualunque costo. Adottando il soprannome moderno di Black Adam, si scontra con Amanda Waller, l'A.R.G.U.S. e la Justice Society, che sono ben consapevoli della sua pericolosa ira del passato.
Il personaggio è apparso per la prima volta in Shazam! (2019) come un'immagine olografica, raffigurante il volto di Johnson, prima di debuttare ufficialmente sul grande schermo in Black Adam (2022). Johnson aveva espresso l'intenzione di far confrontare Black Adam con Shazam, Superman e altri membri della Justice League nei futuri film del DCEU.

### Jaime Reyes / Blue Beetle

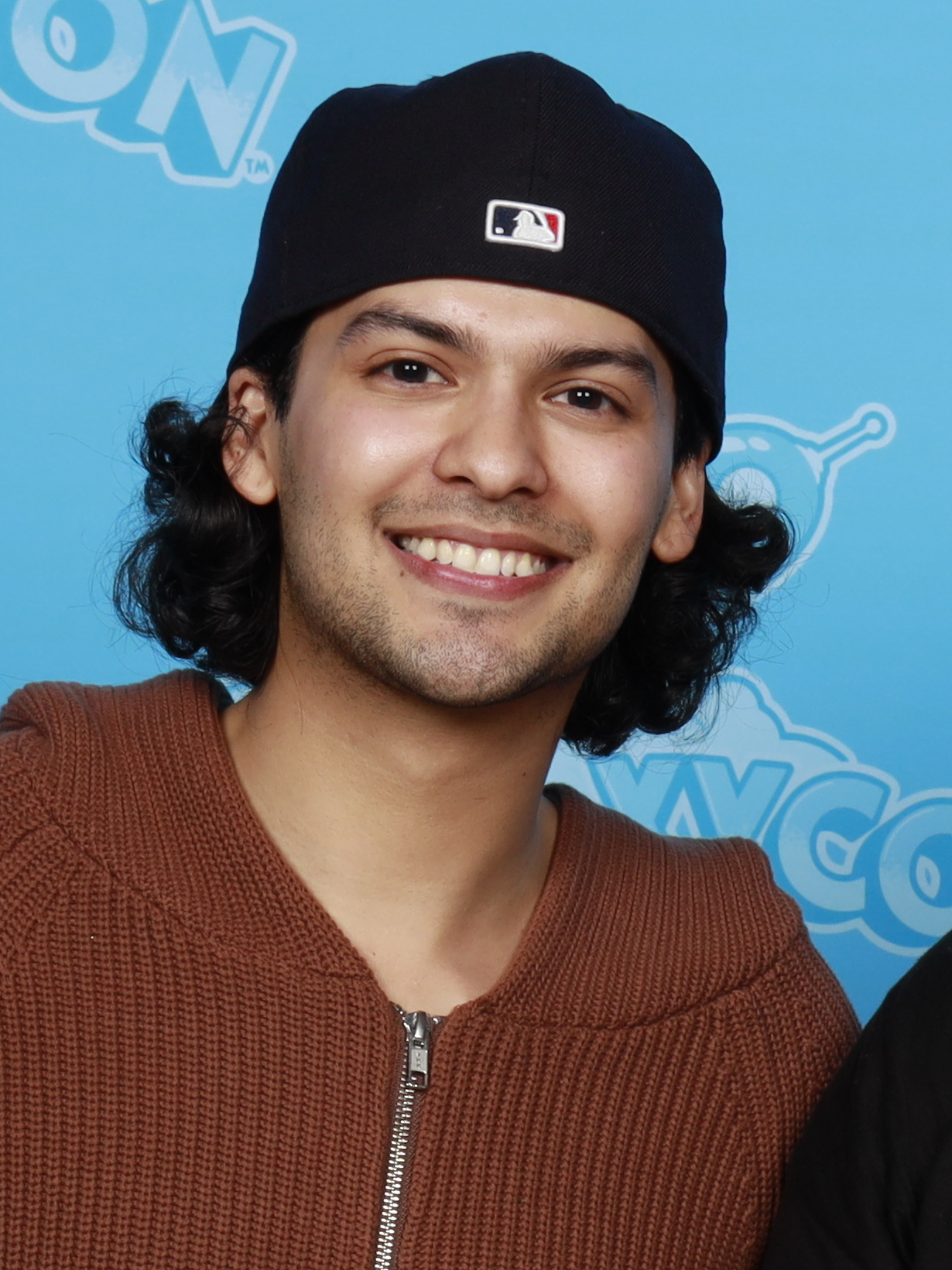
Xolo Maridueña

Xolo Maridueña interpreta Jaime Reyes, un laureato di Palmera City che ha cercato di aiutare a pagare i debiti della sua famiglia lavorando alle Kord Industries, ma si è legato accidentalmente all'alieno biotecnologico Khaji-Da. Nel tentativo di sbarazzarsi dello scarabeo, Reyes si è alleato con Jenny Kord e suo zio Rudy Reyes, venendo inseguito da Victoria Kord ed entrando in conflitto con Conrad Carapax. Dopo la morte di suo padre Alberto Reyes e la sua cattura a Pago Island, Reyes ha riconquistato la sua fiducia, accettando Khaji-Da e combattendo le Kord Industries per salvare la sua famiglia. Accettando di essere un supereroe, Reyes è diventato Blue Beetle, seguendo l'eredità di Ted Kord.

## Antagonisti

### Darkseid
Ray Porter interpreta Darkseid, originariamente noto come Uxas, è un Nuovo Dio, tirannico sovrano di Apokolips e padrone di Steppenwolf e DeSaad. Mentre nella versione cinematografica di Justice League è solo menzionato, il personaggio appare per la prima volta sullo schermo nella versione originale, dove le sue scene sono state ripristinate. La "Snyder Cut" mostra Darkseid, all'epoca noto come Uxas, mentre guida l'invasione della Terra prima di salire al potere. Durante questa invasione, Uxas cerca di utilizzare l'Equazione Anti-Vita e le tre Scatole Madri per conquistare il pianeta. Tuttavia, una coalizione di guerrieri composta da umani, Atlantidei, Amazzoni, Dei dell'Olimpo e una Lanterna Verde lo contrasta, costringendolo a ritirarsi dopo aver subito gravi ferite e aver perso le Scatole Madri, che vengono poi nascoste separatamente dalle Amazzoni, dagli Atlantidei e dagli umani.
Nel corso dei millenni, mentre Uxas si riprende e conquista il trono di Apokolips, la posizione dell'Equazione Anti-Vita viene dimenticata. Quando Steppenwolf scopre la presenza delle Scatole Madri e dell'Equazione sulla Terra, informa Darkseid. Quest'ultimo incarica il suo luogotenente, caduto in disgrazia, di recuperarle entrambe per poter utilizzare l'Equazione e conquistare il multiverso. Darkseid apre un portale verso la Terra quando le Scatole Madri stanno per sincronizzarsi, ma Barry Allen, entrando nella Forza della velocità, riesce a invertire il processo, permettendo alla Justice League di separare le Scatole e sconfiggere Steppenwolf. Quest'ultimo viene infine ucciso e il suo corpo decapitato viene gettato attraverso il portale ai piedi di Darkseid. Furioso, Darkseid ordina a DeSaad di preparare il suo esercito al fine di utilizzare i "vecchi metodi" per reclamare l'Equazione Anti-Vita, ora che le Scatole Madri non possono più essere usate per conquistare il pianeta.
Ray Porter ha interpretato Darkseid attraverso l'uso del motion capture e ha compiuto "diverse acrobazie vocali" per sviluppare la voce del personaggio. L'attore ha dichiarato di non conoscere Darkseid al momento del casting, ma è stato guidato da Zack Snyder e dallo sceneggiatore Chris Terrio, che lo hanno aiutato con la loro conoscenza approfondita della tradizione dei fumetti.

### Joker
Jared Leto interpreta il Joker, l'acerrimo nemico di Batman, l'ex fidanzato di Harley Quinn e uno spietato signore del crimine di Gotham City. Batman v Superman: Dawn of Justice allude all'omicidio, ad opera di Joker, del protetto di Batman, Dick Grayson, avvenuto prima degli eventi del film. Joker incontra per la prima volta Harley, una psichiatra in erba di nome Dr. Harleen Quinzel, durante un flashback che vediamo in Suicide Squad, mentre è imprigionato. Harley si innamora perdutamente di lui e fa di tutto per stare al suo fianco dopo che Joker riesce a fuggire di prigione. Insieme, iniziano a terrorizzare Gotham City, diventando i criminali più temuti della città. Quando Harley viene imprigionata e costretta a entrare nella Suicide Squad, Joker trama per liberarla dalla sua situazione, non tollerando che qualcosa che gli appartiene gli sia stato tolto. Più tardi, però, si separa da lei prima degli eventi di Birds of Prey e la fantasmagorica rinascita di Harley Quinn, a causa del suo desiderio di prendersi il merito dei crimini di successo che hanno commesso insieme. In seguito, Harley appare nelle premonizioni di Batman di un possibile futuro dominato da Darkseid, come visto in Zack Snyder's Justice League.
Questa interpretazione del Joker ha suscitato recensioni polarizzate, soprattutto nella versione cinematografica di Suicide Squad. Tuttavia, sia il regista David Ayer che Jared Leto hanno rivelato che lo studio ha tagliato gran parte delle scene con il Joker, il che ha probabilmente ridotto la sua caratterizzazione nell'edizione finale del film.

### Lex Luthor
Jesse Eisenberg interpreta Alexander "Lex" Luthor Jr., l'amministratore delegato multimiliardario della LexCorp. In pubblico, si presenta come un personaggio accogliente ma frenetico, incarnando l'archetipo del "fratello tecnologico"; tuttavia, dietro questa facciata si nasconde una figura intrigante e diabolica, che nutre un profondo disprezzo per Superman ed è ossessionata dall'idea di eliminarlo. In Batman v Superman: Dawn of Justice, Luthor orchestra diversi eventi, tra cui la colluttazione a Nairomi e il successivo attentato al Campidoglio degli Stati Uniti, con l'obiettivo di minare la reputazione pubblica di Superman. Inoltre, utilizza astuzia e manipolazione per mettere Superman e Batman l'uno contro l'altro: sfrutta la rabbia di Batman e le sue azioni discutibili per fomentare l'ostilità di Superman, manipolando al contempo i membri del Senato degli Stati Uniti per ottenere accesso alla nave da ricognizione kryptoniana rimasta dalla battaglia di Metropolis. Alla fine, Luthor costringe Superman e Batman a combattere fino alla morte, rapendo Martha Kent per ricattare Superman. Tuttavia, grazie all'intervento di Lois Lane, Batman si rende conto della manipolazione e decide di unire le forze con Superman contro Luthor. Fallito il suo piano, Luthor scatena una creatura deformata di origine kryptoniana, creata dal corpo di Zod e dalla nave da ricognizione. Nel confronto finale, Superman sacrifica la propria vita per distruggerla. Dopo questi eventi, Luthor viene arrestato e internato nel manicomio di Arkham, ma non perde occasione per compiacersi della morte di Superman, un evento che preannuncia l'arrivo delle forze di Apokolips sulla Terra. Successivamente, riesce a evadere da Arkham e, nelle scene finali di Justice League e della sua director's cut, contatta Deathstroke, aprendo la strada a nuovi sviluppi.
Questa versione di Lex Luthor si discosta significativamente sia dalla rappresentazione classica nei fumetti sia dall'interpretazione offerta da Gene Hackman nella serie di film di Superman del 1978-87. Il personaggio è inoltre caratterizzato come un misoteista, che prova odio verso Dio e altri esseri simili a divinità, come Superman, poiché li accusa di non averlo protetto dagli abusi subiti da parte di suo padre. Jesse Eisenberg si è impegnato a differenziare la sua interpretazione di Luthor da quelle di Hackman e Kevin Spacey, sottolineando che il suo personaggio percepisce Superman non solo come un nemico da distruggere, ma come una vera e propria minaccia per l'umanità. Alcuni critici hanno notato somiglianze tra la performance di Eisenberg nei panni di Luthor e la sua interpretazione del fondatore di Facebook, Mark Zuckerberg, in The Social Network (2010).

### Dru-Zod
Michael Shannon interpreta il generale Dru-Zod, il comandante supremo delle forze armate di Krypton. Dopo aver tentato un colpo di stato, viene imprigionato insieme ai suoi seguaci nella Zona Fantasma, poco prima della distruzione del pianeta. Zod e Jor-El condividono la consapevolezza che Krypton è destinato alla rovina, ma sono in disaccordo sui metodi per salvare la loro razza, e ciò provoca la loro rottura.
Dopo la distruzione di Krypton, Zod e i suoi vengono liberati dalla prigione, ma restano a vagare tra i resti del pianeta fino a quando riescono a riconvertire la nave-prigione Black Zero. Quando il figlio di Jor-El, Kal-El - ora conosciuto come Clark Kent e successivamente soprannominato "Superman" - attiva una nave esplorativa sulla Terra, le forze di Zod intercettano il segnale di soccorso e intimano agli umani di consegnare Kal.
Una volta scoperto che Zod intende terraformare la Terra per trasformarla in un nuovo Krypton, sterminandone la popolazione, Clark sceglie di schierarsi con l'umanità e collabora con l'esercito statunitense per fermare le forze di Zod. Dopo un devastante scontro, la maggior parte dei kryptoniani viene rispedita nella Zona Fantasma, mentre Zod resta sulla Terra. Furioso per la perdita dei suoi compagni e del suo scopo, Zod sfrutta i suoi nuovi poteri - simili a quelli di Clark - per ingaggiare un violento combattimento corpo a corpo nelle strade di Metropolis, causando numerose vittime umane. Alla fine, Superman è costretto a ucciderlo spezzandogli il collo.
Il corpo di Zod riappare in Batman v Superman, quando Lex Luthor entra in possesso di tecnologie kryptoniane rimaste dopo la battaglia di Metropolis. Luthor utilizza le impronte digitali di Zod per accedere alla nave esplorativa e impiega il suo cadavere per creare una deformità kryptoniana (interpretata da Robin Atkin Downes) che chiama "Doomsday", un mostro concepito per distruggere Superman. La creatura si rivela più forte dell'Uomo d'Acciaio e immune alle armi nucleari. Tuttavia, Superman e Batman scoprono la sua vulnerabilità alla kryptonite e Superman si sacrifica per ucciderlo usando una lancia di kryptonite forgiata da Batman.
Zack Snyder ha in seguito confermato che la luna distrutta visibile nel viaggio di Jor-El verso la Cittadella ne L'uomo d'acciaio era stata in realtà annientata dal "vero" Doomsday, creato da Krypton. Si tratta di un easter egg per una futura apparizione del personaggio, e conferma che il vero Doomsday è ancora vivo nell'universo, a differenza dell'ibrido nato dal corpo di Zod visto in Batman v Superman.

### Victor Zsasz
Chris Messina interpreta il signor Zsasz, il braccio destro di Roman Sionis. Ha dei segni incisi sul suo corpo per ogni persona che ha ucciso nel corso degli anni. Nell'ambito dei suoi compiti, ha partecipato al massacro di quasi tutta la famiglia criminale Bertinelli per consolidare il potere dell'organizzazione criminale di Black Mask a Gotham City. Sebbene l'assalto abbia avuto successo, alla fine avrebbe dimostrato la rovina di Zsasz, poiché un membro della famiglia, la giovane figlia Helena, fuggì. Un'adulta Helena rintraccia e uccide Zsasz mentre minaccia di uccidere Dinah Lance prima di Harley Quinn.

## Personaggi di supporto

### Leota Adebayo
Danielle Brooks interpreta Leota Adebayo, la figlia di Amanda Waller e membro del Progetto Butterfly. Dopo essere stata licenziata dal suo lavoro in un rifugio per animali, Waller l'ha convinta a lavorare al Progetto Butterfly per mantenere se stessa e sua moglie Keeya. Adebayo è una donna di buon cuore e intelligente, anche se ingenua alla realtà del lavoro dei black ops. Sviluppa un'amicizia con Peacemaker, in quanto riconosce le sue vulnerabilità ed empatizza con la sua esperienza con un genitore violento.

### Helena Bertinelli / Cacciatrice
Mary Elizabeth Winstead interpreta Helena Bertinelli, una giovane assassina italoamericana che opera a Gotham City e l'ultimo membro sopravvissuto della famiglia criminale Bertinelli. Quando era bambina, i suoi genitori, Franco e Maria, e il fratello minore Pino, insieme a tutti i loro parenti, furono assassinati dal gangster rivale Stefano Galante e dalla sua banda in un colpo di mafia che divenne noto come la "Strage Bertinelli". A sua insaputa, il massacro era stato sanzionato da Roman Sionis.
Helena sopravvisse grazie al sacrificio di sua madre e di suo fratello, che la protessero dagli spari. Dopo il massacro, uno degli uomini di Don Galante si accorse che Helena era ancora viva e, preso da pietà, decise di salvarla. La portò fuori dagli Stati Uniti, nascondendola in Sicilia, dove venne accolta dalla sua famiglia. Qui crebbe insieme al fratello e al padre del suo salvatore. Col tempo, la famiglia adottiva le insegnò a combattere e a difendersi, forgiandola come guerriera.
Anni dopo, Helena tornò a Gotham City, negli Stati Uniti, assumendo l'identità dell'assassina armata di balestra nota come la "Cacciatrice". Animata da un giuramento di vendetta, si dedicò a punire Don Galante e tutti i responsabili della strage che aveva sterminato la sua famiglia.

### Mary Bromfield
Grace Fulton interpretata Mary Bromfield, la maggiore dei figli adottivi della famiglia Vazquez e svolge il ruolo di "madre della tana". Sebbene da giovane sia scappata più volte dalla casa dei Vazquez, con il tempo impara ad amarli come la sua nuova famiglia, arrivando persino a provare tristezza all'idea di trasferirsi per frequentare il college. Durante un incidente, Billy, nelle sue vesti da supereroe Shazam, la salva da uno spazzaneve, e Mary riesce successivamente a dedurre la sua identità segreta con l'aiuto della sorella adottiva Darla. I figli adottivi ostacolano il dottor Sivana nel tentativo di prosciugare i poteri di Billy e, in seguito, ricevono da lui stessi poteri per sconfiggere Sivana. Questo li porta a rafforzare il loro legame come famiglia e a trasformare la Roccia dell'Eternità in un nuovo luogo di ritrovo. Michelle Borth ha interpretato la versione adulta di Mary come supereroina in Shazam!, mentre Grace Fulton ha ricoperto sia il ruolo civile che quello di supereroina in Shazam! Furia degli dei (2023).

### Cassandra Cain
Ella Jay Basco interpreta Cassandra Cain, una giovane ladra di Gotham City che è stata braccata da Black Mask dopo aver rubato il diamante di Bertinelli dal suo braccio destro, Victor Zsasz.

### Adrian Chase / Vigilante
Freddie Stroma interpreta Adrian Chase / Vigilante, un vigilante che ammira Peacemaker, avendolo conosciuto al liceo e avendolo considerato come la figura di un fratello maggiore. Vigilante è descritto come uno sciocco sociopatico che uccide brutalmente i trasgressori indipendentemente dalla gravità del loro crimine.

### John Economos
Steve Agee interpreta John Economos, il direttore un po' maldestro ma ben intenzionato del penitenziario di Belle Reve. Economos si ribella a Waller dopo aver realizzato che intende consentire a Starro di scatenarsi su Corto Maltese insieme al resto dello staff di comando della Task Force X. Economos e Harcourt vengono successivamente riassegnati al Progetto Butterfly come punizione.
Economos è inizialmente vittima di bullismo da Peacemaker, ma finisce per guadagnare il rispetto di quest'ultimo dopo avergli ha salvato la vita. Economos continua a dimostrare il suo valore come prezioso membro della squadra salvando ripetutamente la vita dei suoi compagni. Dopo che le farfalle sono state sconfitte, Economos viene reintegrato come guardiano.
Successivamente, individua Billy Batson / Shazam per reclutarlo nella Justice Society.

### Jor-El e Lara Lor-Van
Russell Crowe interpreta Jor-El e Ayelet Zurer interpreta Lara Lor-Van, i genitori biologici di Kal-El / Clark Kent, provenienti dal pianeta Krypton. Jor-El è il capo scienziato del pianeta, mentre Lara appartiene alla Gilda dei Pensatori. Entrambi, come il resto della popolazione kryptoniana, sono stati geneticamente programmati dalla tecnologia del loro pianeta per ricoprire ruoli specifici nella società, inclusi matrimonio e occupazione. Tuttavia, decidono di concepire un figlio in modo naturale, dando vita a Kal-El.
Quando i loro tentativi di convincere l'Alto Consiglio Kryptoniano a evacuare il pianeta condannato falliscono, Jor-El ruba il Codice Genetico, contenente le informazioni per la creazione di futuri kryptoniani, e lo infonde nel DNA del figlio. Poco dopo, lui e Lara lanciano Kal-El sulla Terra a bordo di una navicella spaziale, riuscendo a resistere all'attacco del Generale Zod abbastanza a lungo da permettere la fuga del bambino. Zod uccide Jor-El, ma viene successivamente catturato insieme ai suoi seguaci e condannato alla Zona Fantasma. Lara, invece, sopravvive fino all'implosione del pianeta, causata dall'eccessivo sfruttamento del suo nucleo.
Prima di separarsi dal loro figlio, Jor-El e Lara lasciano un programma olografico all'interno della chiave della navicella di Kal-El, progettato per simulare la conoscenza e la personalità di Jor-El. Clark utilizza questa chiave per attivare una nave da ricognizione kryptoniana dormiente, dove l'intelligenza artificiale di suo padre gli spiega la storia di Krypton e il motivo per cui è stato inviato sulla Terra. Quando Zod e i suoi seguaci fuggono dalla Zona Fantasma, rintracciano Clark e iniziano l'invasione della Terra. A bordo della nave di Zod, Clark consegna la chiave a Lois, permettendole di caricare il programma di Jor-El nel mainframe. Questo aiuta Clark e Lois a fuggire e fornisce informazioni cruciali su come sconfiggere le forze di Zod. Zod si confronta con l'intelligenza artificiale di Jor-El quando prende il controllo della nave da ricognizione, eliminando il programma dopo uno scambio di battute. Alla fine, la chiave contenente l'IA di Jor-El viene distrutta quando Emil Hamilton la utilizza per attivare la navicella di Kal-El e farla schiantare contro la nave madre di Zod, spedendo tutti i kryptoniani, ad eccezione di Superman e Zod, nuovamente nella Zona Fantasma.

### Kara Zor-El / Supergirl
Sasha Calle interpreta Kara Zor-El / Supergirl, una potente kryptoniana con poteri, abilità e un costume simile a Superman che è anche cugina di quest'ultimo.

### Rick Flag
Joel Kinnaman interpreta Rick Flag, un colonnello delle United States Army Special Forces e uno dei leader della Task Force X. All'inizio, lui e i suoi Navy SEAL non vanno d'accordo con la squadra inviata per neutralizzare l'Incantatrice a Midway City, ed è visto dalla squadra come una figura severa e autoritaria. Dopo la presunta morte di Waller, Flag finalmente si apre alla squadra e permette loro di andarsene liberamente, ma decidono di aiutarlo a completare la missione poiché viene rivelato che si era innamorato di June Moone prima che lei fosse posseduta dall'Incantatrice. Dopo che la squadra ha sconfitto l'Incantatrice e liberato Moone, Flag rimane il leader della squadra e lui e Deadshot ottengono un rispetto reciproco.
Flag viene successivamente assegnato a guidare una nuova squadra inviata a Corto Maltese, riunendosi con i suoi subordinati Harley Quinn e Capitan Boomerang. Tuttavia, la squadra viene quasi completamente sterminata poco dopo l'arrivo. Flag riesce a sopravvivere e trova rifugio presso i ribelli locali fino a quando una seconda Suicide Squad, il cui invio era stato orchestrato da Waller usando la prima squadra come diversivo per introdurla segretamente sull'isola, lo rintraccia. Questa nuova squadra è guidata dal suo ex compagno militare Bloodsport. Dopo essersi riunito con Quinn e aver aderito alla seconda squadra, Flag partecipa con successo all'infiltrazione della base del Progetto Starfish, dove è custodita la risorsa principale del progetto: l'alieno Starro. Tuttavia, scoprono che la loro missione non è solo distruggere il progetto, ma anche eliminare tutte le prove dei legami del governo americano con esso. Flag, deciso a rivelare la verità, tenta di divulgare le informazioni, ma viene fermato e ucciso dal compagno di squadra Peacemaker, a cui Waller aveva assegnato il compito di eliminare ogni traccia compromettente. Nonostante il successo nella missione, Peacemaker rimane tormentato dal senso di colpa per la morte di Flag mentre intraprende una nuova operazione.
Tom Hardy era stato inizialmente scelto per il ruolo in Suicide Squad, ma a causa di conflitti di programmazione ha dovuto rinunciare, portando alla scelta di Joel Kinnaman per interpretare Rick Flag. Kinnaman ha dichiarato che, nel primo film, Flag è caratterizzato come un personaggio «tutto d'un pezzo», interamente focalizzato sulla missione. Tuttavia, ha visto il sequel come un'opportunità per reinventare il personaggio, descrivendolo come più spensierato, meno provato dagli eventi, più ingenuo e con un senso dell'umorismo più marcato rispetto alla sua versione originale.

### Maxine Hunkel / Cyclone
Quintessa Swindell interpreta Maxine Hunkel, conosciuta anche come Cyclone, una supereroina aerocinetica entusiasta e ansiosa e un nuovo membro della Justice Society.

### Waylon Jones / Killer Croc
Adewale Akinnuoye-Agbaje interpreta Waylon Jones, un cannibale metaumano originario di Gotham City, con una rara malattia della pelle e atavismo geneticamente regressivo, che conferisce alla sua pelle un aspetto grigio e squamoso (simile a quello di un coccodrillo) a cui è stato dato il soprannome di Killer Croc.

### Lois Lane
Amy Adams interpreta Lois Lane, è una giornalista investigativa del Daily Planet che incontra Clark Kent per la prima volta in L'uomo d'acciao mentre indaga sulla scoperta di una nave da ricognizione kryptoniana nel nord del Canada. Dopo essere stata salvata da Clark dalla tecnologia della nave, rimane affascinata da lui e si impegna a scoprire la sua vera identità e i suoi superpoteri, innamorandosi di lui nel processo. Dopo la battaglia di Metropolis, durante la quale Clark la salva ripetutamente come Superman, i due iniziano una relazione romantica. Lois gioca un ruolo fondamentale nell'aiutare Clark e l'esercito americano a fermare l'invasione del Generale Zod. In Batman v Superman: Dawn of Justice, Lois è determinante nello smascherare i piani di Lex Luthor, rischiando più volte la propria vita per raccogliere prove contro di lui. Dimostra grande coraggio affrontando Luthor, anche quando viene catturata nel suo tentativo di attirare Superman allo scoperto. In tutti e tre i film in cui appare come personaggio principale, Lois ha un ruolo cruciale nel mantenere Clark motivato a fare la cosa giusta, dimostrando una profonda connessione emotiva e una forza interiore che la rendono indispensabile nel suo percorso.
Amy Adams è l'ottava attrice a interpretare il ruolo di Lois Lane in una produzione live-action, avendo ottenuto la parte in L'uomo d'acciaio. Sebbene questa versione di Lois non possegga le stesse capacità di combattimento di alcune interpretazioni precedenti, nel DCEU viene rappresentata come una figura più intelligente, equilibrata e determinata rispetto alle incarnazioni passate.

### Mera
Amber Heard interpreta Y'Mera Xebella Challa, nota anche come Mera, è la regina di Atlantide in quanto moglie di Artù. In origine era una principessa del regno sottomarino di Xebel, ma trascorse parte della sua infanzia sotto la protezione della regina Atlanna di Atlantide. Dotata di superpoteri acquatici simili a quelli di Arthur Curry, inizialmente era promessa in sposa a Orm Marius, ma lo rifiutò quando quest'ultimo si oppose a riconsiderare la guerra contro la superficie. Mera incontrò Artù per la prima volta mentre cercavano, senza successo, di impedire a Steppenwolf di impadronirsi della Scatola Madre di Atlantide. Successivamente, lo convinse a unirsi alla Justice League per combattere il Nuovo Dio e, dopo la sconfitta di Steppenwolf, tornò da lui per persuaderlo a reclamare il trono di Atlantide. Guadagnò la fiducia di Arthur salvando suo padre, Thomas, da uno tsunami evocato da Orm. Da quel momento, si unì ad Arthur nella ricerca del Tridente di Re Atlan, durante la quale i due si innamorarono, nonostante le frequenti discussioni iniziali. Mera era al fianco di Artù quando salì al trono di Atlantide. Nella seconda visione premonitrice di Bruce Wayne, conosciuta come "Knightmare", Mera si unì alla resistenza guidata da Batman dopo che Artù venne ucciso da Darkseid in quella linea temporale. In Aquaman e il regno perduto, Arthur e Mera sono sposati e genitori di Arthur Curry Jr. Quando il loro figlio viene rapito da Black Manta, Mera si unisce ad Arthur per salvarlo, riuscendo a salvare il bambino e a soccorrere Arthur in due occasioni cruciali.
Amber Heard fu scelta per interpretare Mera per la prima volta nel 2016. Nella versione originale di Zack Snyder's Justice League, Mera parla con un marcato accento britannico, mentre nella versione cinematografica del 2017 e in Aquaman, Heard utilizza il suo consueto accento americano per il personaggio.

### Amanda Waller
Viola Davis interpreta Amanda Waller, un'ufficiale dell'intelligence dell'A.R.G.U.S. e dell'FBI, nonché leader della Task Force X, conosciuta anche come Suicide Squad. Personaggio freddo e calcolatore, la sua caratterizzazione rimane fedele ai fumetti. Materiale inutilizzato di Suicide Squad sottolinea ulteriormente la sua spietatezza, mostrando come Waller abbia poca o nessuna considerazione per la maggior parte dei membri della squadra, che sfrutta senza scrupoli e abbandona una volta che non le sono più utili. Nonostante le sue tendenze manipolative e diaboliche, Waller si rivela occasionalmente un'alleata di Batman e della Justice League, dimostrando una complessità morale che la distingue come personaggio.

### Bruce Wayne / Batman
Michael Keaton interpreta Bruce Wayne, un miliardario diventato un vigilante noto come Batman dopo la morte dei suoi genitori, prima di ritirarsi dopo che Gotham City era stata ripulita dal crimine. Nel suo ritiro, Wayne viene trovato da Barry Allen e dal suo sé passato per chiedere il suo aiuto nella loro ricerca per fermare Zod, cosa che Wayne accetta, aiutando Allen a riacquistare i suoi poteri, unendosi a loro e a Kara Zor-El. Questa versione di Wayne / Batman è una versione alternativa del principale Batman del DCEU, apparsa in precedenza in Batman (1989) di Tim Burton e nel suo sequel Batman - Il ritorno (1992).

### Iris West
Kiersey Clemons interpreta Iris West, viene introdotta nella versione originale di Justice League, quando Barry Allen la incontra mentre si dirige a un colloquio di lavoro in un'azienda di dog-sitting. I due si innamorano a prima vista. Poco dopo, Iris è coinvolta in un incidente causato da un camionista distratto, e Barry interrompe la sua intervista per proteggerla dalle lesioni, utilizzando la sua velocità prima di correre di nuovo verso il suo appuntamento. Iris ha un ruolo più ampio in The Flash (2023).

## Personaggi minori

### Debutto inBatman v Superman: Dawn of Justice

#### Mercy Graves
Tao Okamoto interpreta Mercy Graves, l'assistente personale di Lex Luthor e una dei suoi più stretti collaboratori, che lo accompagna per gran parte del film. Una donna di poche parole, Graves viene uccisa nell'esplosione al Campidoglio degli Stati Uniti durante il processo di Superman, poiché Luthor la vede come sacrificabile in quella situazione nonostante la apprezzi molto.

### Debutto inJustice LeagueeZack Snyder's Justice League

#### Slade Wilson / Deathstroke
Joe Manganiello interpreta Slade Wilson / Deathstroke, un mercenario che ha avuto una relazione acrimoniosa con Batman. Appare nella scena dopo i titoli di coda della versione cinematografica, in cui Lex Luthor lo invita a creare «una Lega tutta [loro]» dopo che la Justice League è riuscita a fermare e sconfiggere Steppenwolf. Nella versione del regista c'è un epilogo diverso della scena, in cui Deathstroke ottiene semplicemente l'identità segreta di Batman quando visita Luthor. Compare anche nella seconda visione di Batman del "Knightmare", dove unisce le forze con lui, Victor Stone, Barry Allen, Mera e Joker mentre si preparavano a combattere un Superman malvagio in quel mondo.
Originariamente Deathstroke sarebbe dovuto apparire in più prodotti del DCEU, tra cui la versione originale di The Batman che sarebbe stata interpretata e diretta da Ben Affleck prima che questo lasciasse il progetto a Matt Reeves che ha preso il posto da regista e ha riscritto la sceneggiatura del film rimuovendo ogni collegamento con il DCEU e quindi anche il coinvolgimento di Deathstroke. Un altro progetto includeva un film incentrato sul personaggio diretto da Gareth Evans in trattative per scrivere e dirigere il film che coinvolgesse nuovamente Manganiello come Deathstroke. La Warner Bros. ha dato il via al progetto dopo che Evans ha impressionato i dirigenti con la sua storia, che ha descritto come oscura e spietata, simile ai film noir coreani. Tuttavia nel 2018 Evans ha dichiarato di non essere entrato ancora nel progetto contrattualmente. Nell'aprile 2020, Evans ha annunciato che il progetto era stato ritardato e che non era più attivamente coinvolto nel suo sviluppo. Il regista ha rivelato che la storia che è stata sviluppata doveva ritrarre l'origine del personaggio. Nel dicembre 2020, dopo aver ripreso il ruolo nella Snyder Cut, Manganiello ha dichiarato che sono in corso progetti che coinvolgono il personaggio in fase di sviluppo con Zack Snyder coinvolto, notando come nel corso degli anni, almeno sette progetti che coinvolgono Deathstroke erano stati cancellati. Manganiello ha dichiarato di sentirsi frustrato dal numero di progetti cancellati che lo coinvolgevano.

### Debutto inThe Suicide Squad - Missione suicida

#### Weasel
Sean Gunn interpreta Weasel, letteralmente una donnola antropomorfa di dimensioni umane che James Gunn descrive come «poco più di un animale». Incarcerato con l'accusa di aver ucciso 27 bambini, viene reclutato nella prima squadra, ma annega immediatamente durante l'invasione anfibia di Corto Maltese perché non sa nuotare. La scena durante i titoli di coda di The Suicide Squad mostra che Weasel sopravvive dopo essere stato portato a riva e fugge sull'isola. Gunn afferma inoltre che la rappresentazione del personaggio è basata su Bill the Cat del fumetto Bloom County, e secondo CinemaBlend, il design di Weasel nel film segue la sua reinvenzione in The New 52 come un letterale ibrido uomo-animale piuttosto che un uomo vestito da donnola. Robet Curran di CBR ha definito il personaggio «stranamente accattivante» a causa del suo design «squallido» ma da cartone animato, della natura non parlante e della personalità indifesa, notando anche molte altre differenze di personalità rispetto alla controparte dei fumetti assetata di sangue di Weasel.

### Debutto inPeacemaker

#### Judomaster
Nhut Lee interpreta Judomaster, una guardia del corpo esperta di arti marziali e nemica del violento vigilante Peacemaker. Credendo fermamente nella causa delle farfalle, ha sfidato gli 11th Street Kids nel loro tentativo di fermare gli alieni.

### Debutto inThe Flash

#### Albert Desmond
Rudy Mancuso interpreta Albert Desmond, un impiegato del Central City Police Department che lavora con Barry Allen e Patty Spivot.

#### Patty Spivot
Saoirse-Monica Jackson interpreta Patty Spivot, un'impiegata del Central City Police Department che lavora con Barry Allen e Albert Desmond.

### Debutto inAquaman e il regno perduto

#### Karshon
Indya Moore interpreta Karshon, un'atlantidea e membro del Consiglio di Atlantide.

#### Kordax
Pilou Asbæk interpreta Kordax, il re di Necrus e l'ex detentore del Tridente Nero. Era il fratello minore di Re Atlan e l'antenato indiretto di Arthur Curry e Orm Marius.

## Principali team e organizzazioni

### Justice League
Dopo la morte di Clark Kent / Superman e ispirati dal suo sacrificio, Bruce Wayne / Batman e Diana Prince / Wonder Woman decidono di allearsi e reclutare altri metaumani per proteggere la Terra in assenza di Superman, soprattutto alla luce di una possibile invasione extraterrestre da Apokolips. La squadra si forma con l'ingresso di Barry Allen / Flash, Victor Stone / Cyborg e Arthur Curry / Aquaman, che si uniscono nel bel mezzo del conflitto, tutti segretamente ricercati da Lex Luthor e da agenti governativi come Amanda Waller. Superman stesso si unisce alla squadra dopo la sua resurrezione. Nella versione originale di Justice League, il Segretario alla Difesa Calvin Swanwick, che si rivelerà essere Martian Manhunter, offre il suo aiuto dopo che la squadra sconfigge Steppenwolf.
La squadra non viene mai ufficialmente nominata nella versione cinematografica di Justice League, sebbene nella versione del regista venga mostrato il loro quartier generale distrutto, come visto in una visione di "Knightmare", con le insegne della "Justice League". Gli eventi di Justice League vengono anche menzionati in Shazam!, quando Billy Batson e Freddy Freeman leggono articoli di giornale che raccontano le imprese della squadra.
La squadra ritorna nel finale della prima stagione di Peacemaker, con Superman, Wonder Woman, Aquaman e Flash che arrivano sperando di fermare la minaccia di Butterfly, solo per scoprire che il problema è già stato risolto, con il protagonista che li rimprovera per essere arrivati troppo tardi. Era originariamente prevista anche la presenza di Batman e Cyborg durante il cameo, ma i personaggi sono stati tagliati a causa dei conflitti in corso all'interno del DCEU durante la produzione della serie.

### A.R.G.U.S.

#### Task Force X / Suicide Squad
La Task Force X è un'operazione segreta del governo degli Stati Uniti, creata dall'agente dei servizi segreti Amanda Waller. Il suo roster è composto da metaumani incarcerati e da individui eccezionalmente abili, che vengono inviati in missioni ad altissimo rischio, guadagnandosi così il soprannome di "Suicide Squad".

### S.T.A.R. Labs
I Laboratori di Ricerca Scientifica e Tecnologica, conosciuti semplicemente come Laboratori S.T.A.R., sono un'organizzazione di ricerca scientifica che appare in Batman v Superman: Dawn of Justice e in entrambe le versioni di Justice League, oltre a essere menzionata in The Suicide Squad - Missione suicida.